# Santa Cruz (bairro do Rio de Janeiro)
O Bairro Imperial de Santa Cruz é um bairro da Zona Oeste do município do Rio de Janeiro, o mais distante da região central do município. Cortado pelo Ramal de Santa Cruz da malha ferroviária urbana de passageiros da Região Metropolitana do Rio de Janeiro, possui uma paisagem bastante diversificada, com áreas comerciais, residenciais e industriais.
O bairro de Santa Cruz é sede da região administrativa de Santa Cruz, que compreende os bairros de Santa Cruz, Paciência e Sepetiba. Desde a instalação do seu distrito industrial e do Porto de Itaguaí, é uma localidade em franco desenvolvimento. É, porém, um local de contrastes, sendo um dos bairros mais populosos e, ao mesmo tempo, devido a sua vasta área territorial, um dos menos densamente povoados; possui um distrito industrial, mas, em sua paisagem, ainda imperam muitas áreas inexploradas.

## Etimologia
Conforme consta na obra rara intitulada História da Imperial Fazenda de Santa Cruz, publicada pelo Instituto Histórico e Geográfico Brasileiro, de autoria de José de Saldanha da Gama, que foi um dos superintendentes da fazenda, em 1860, os jesuítas colocaram uma grande cruz de madeira, pintada de preto, encaixada em uma base de pedra sustentada por um pilar de granito. Este cruzeiro deu nome a Santa Cruz em 30 de dezembro de 1567.
Mais tarde, já durante o Império, o cruzeiro foi substituído por outro de dimensões menores. Atualmente, existe uma cruz no mesmo local, porém esta é uma réplica erigida pelo Exército Brasileiro.

## História

### Antecedentes

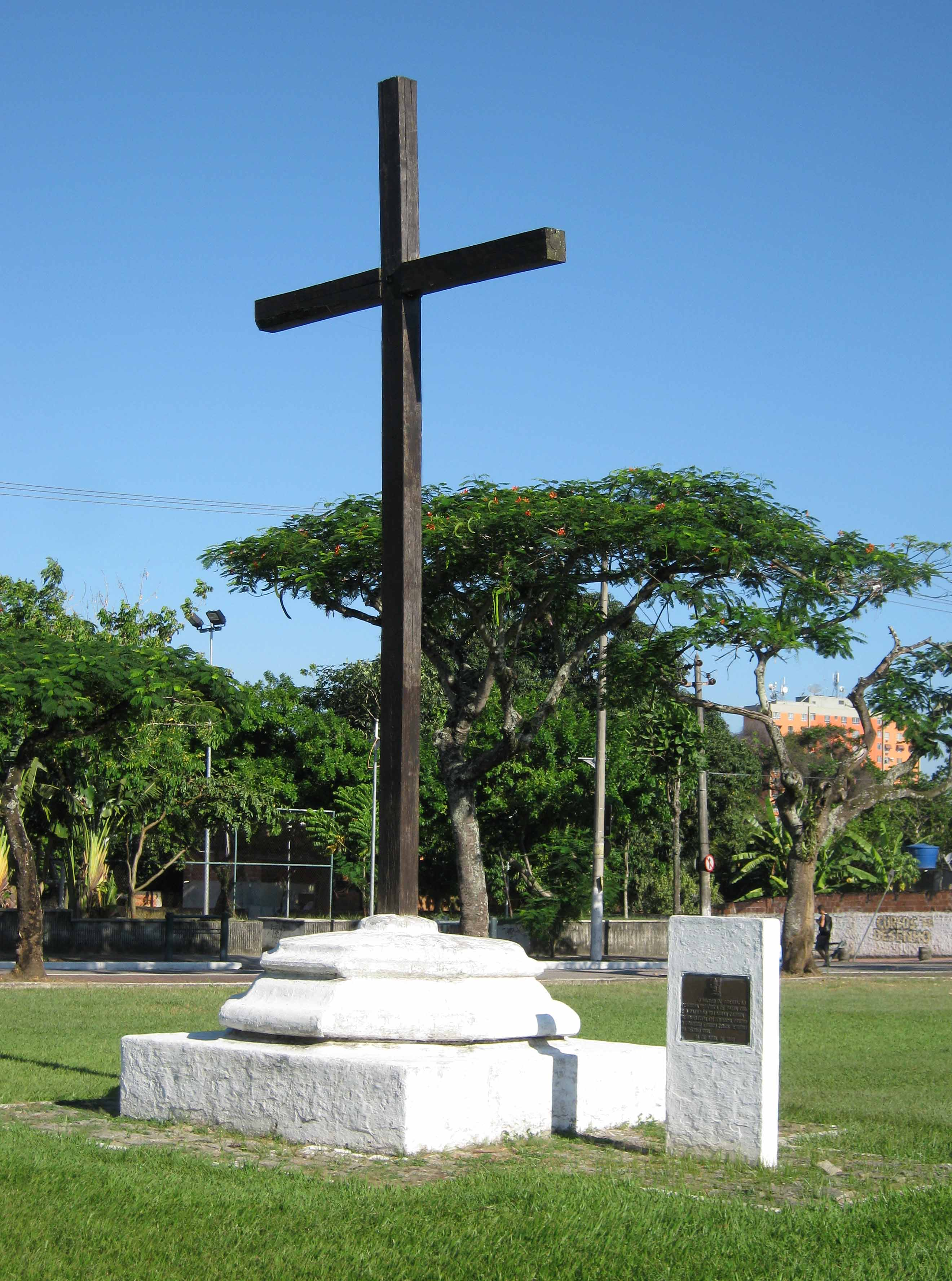
Réplica da cruz que deu nome ao bairro na Praça Ruão

Antes da chegada dos europeus à América, a região conhecida hoje como Santa Cruz era povoada por aldeias de povos da família linguística Tupi-guarani, que chamavam o local de Piracema (muito peixe).
Após o Descobrimento do Brasil, com a chegada dos colonizadores portugueses à Baía de Guanabara, a vasta região da baixada de Santa Cruz e montanhas vizinhas, foi doada a Cristóvão Monteiro, da Capitania de São Vicente por Martim Afonso de Sousa em janeiro de 1567, como recompensa aos serviços prestados durante a expedição militar que expulsou definitivamente os franceses da Guanabara. O mesmo mandou construir logo em seguida um engenho de açúcar e uma capela no local conhecido como Curral Falso, iniciando o povoamento das terras pelos portugueses.

### A Companhia de Jesus

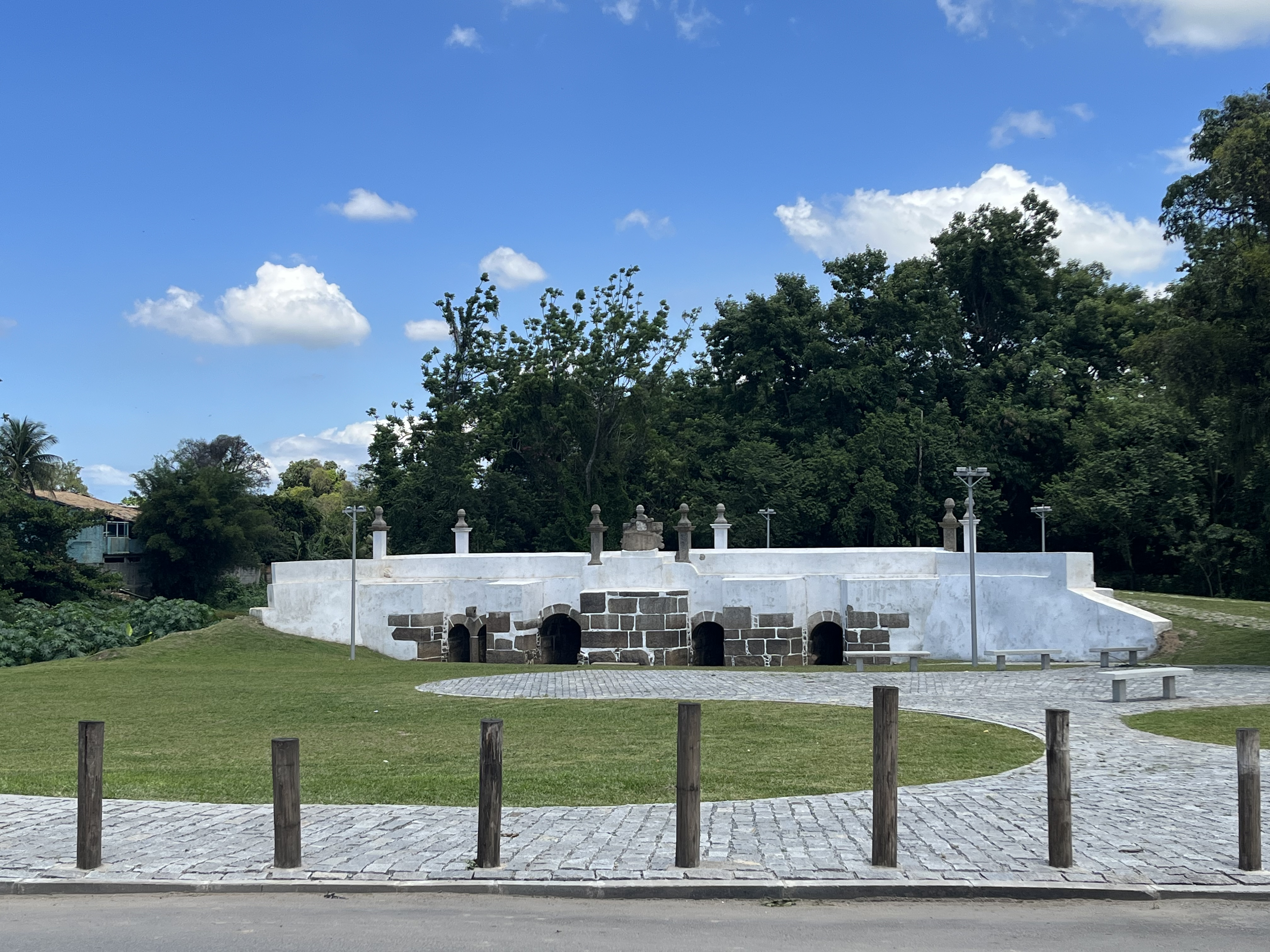
A Ponte dos Jesuítas.

Com o falecimento do titular das terras, a sua esposa, dona Marquesa Ferreira, doou aos padres da Companhia de Jesus a parte das terras de Cristóvão que lhe tocava.
Estes religiosos, ao agregarem estas terras a outras sesmarias, constituíram um imenso latifúndio assinalado por uma grande cruz de madeira: a Santa Cruz. Em poucas décadas, a região compreendida entre a Barra de Guaratiba, o atual município de Mangaratiba, até Vassouras, no centro-sul do atual estado do Rio de Janeiro, integrava a poderosa Fazenda de Santa Cruz, a mais desenvolvida da Capitania do Rio de Janeiro nesta época, contando com milhares de escravos, cabeças de gado, e diversos tipos de cultivos, manejados com técnicas avançadas para a época.
Entre as edificações, hoje com valor histórico, contam-se igrejas e um convento, ambos ricamente decorados. Uma dessas obras remanescentes é a chamada Ponte do Guandu ou Ponte dos Jesuítas. Na verdade uma ponte-represa, que foi erguida em 1752, com a finalidade de regular o volume das águas das enchentes do Rio Guandu. Atualmente, esse monumento permanece com a sua estrutura original quase inalterada, sendo um patrimônio histórico, artístico e arquitetônico tombado pelo IPHAN.
Outra iniciativa dos dirigentes da Fazenda de Santa Cruz, no plano da cultura, foi a fundação de uma escola de música, de uma orquestra e de coral, integrados por escravos, que tocavam e cantavam nas missas e nas festividades, quer na fazenda, quer na capital da Capitania. Considera-se, por essa razão, que Santa Cruz foi o berço da organização instrumental e coral do primeiro conservatório de música no Brasil.
Passa pelas terras da Fazenda de Santa Cruz a trilha que no período colonial ligava a cidade de São Sebastião do Rio de Janeiro ao sertão: o Caminho dos Jesuítas, posteriormente denominado Caminho das Minas, e posteriormente ainda, Estrada Real de Santa Cruz. O seu percurso estendia-se até o porto de Sepetiba, onde se embarcava com destino à cidade de Parati, de onde partia a antiga Estrada Real.
Diante da expulsão dos jesuítas dos domínios de Portugal e suas colônias, em 1759 por ação do Marquês de Pombal, o patrimônio da Companhia de Jesus (e a Fazenda de Santa Cruz) reverteu para a Coroa.

### A Família Real

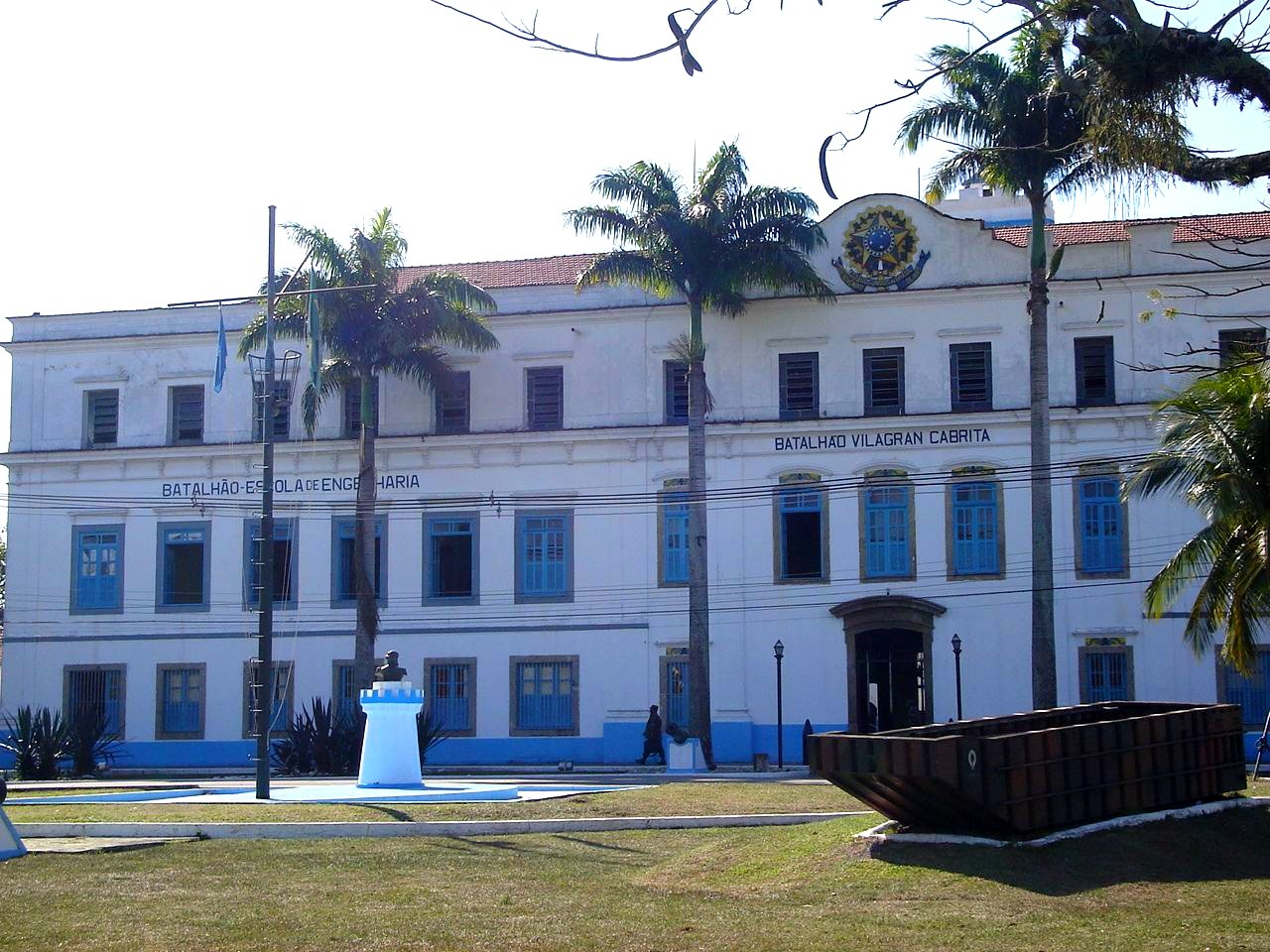
Sede da Antiga Fazenda de Santa Cruz, Palácio Real e Imperial.

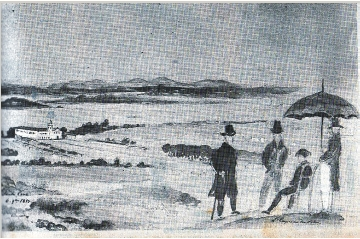
Imperador no mirante, observando a paisagem da Fazenda de Santa Cruz.

Com o banimento dos jesuítas do Brasil, o patrimônio da Fazenda de Santa Cruz passou a se subordinar aos vice-reis. Após um período de dificuldades administrativas, sob o governo do Vice-rei Luís de Vasconcelos e Sousa, a fazenda voltou a conhecer um período de prosperidade.
No início do século XIX, com a Chegada da Família Real ao Brasil (1808) e o seu estabelecimento no Rio de Janeiro, a fazenda foi escolhida como local de veraneio. Desse modo, o antigo convento foi adaptado às funções de paço real - Palácio Real de Santa Cruz.
Sentindo-se confortável na Real Fazenda de Santa Cruz, o Príncipe Regente prolongava a sua estada por vários meses, despachando, promovendo audiências públicas e recepções a partir da mesma. Nela cresceram e foram educados os príncipes Dom Pedro e Dom Miguel.
Por iniciativa do soberano português foram trazidos da China cerca de cem homens encarregados de cultivar chá, no sítio hoje conhecido como Morro do Chá. Durante quase um século essa atividade foi produtiva e atraiu o interesse de técnicos e visitantes, tal o pioneirismo de sua implantação no Brasil. O chá colhido em Santa Cruz era de excelente qualidade e, por isso, a sua produção era integralmente comercializada.
Em 15 de julho de 1818 foi fundada a Vila de São Francisco Xavier de Itaguaí, da qual Santa Cruz se torna termo. D. João VI despediu-se de Santa Cruz em 1820, para retornar à metrópole portuguesa.

### O Primeiro Reinado

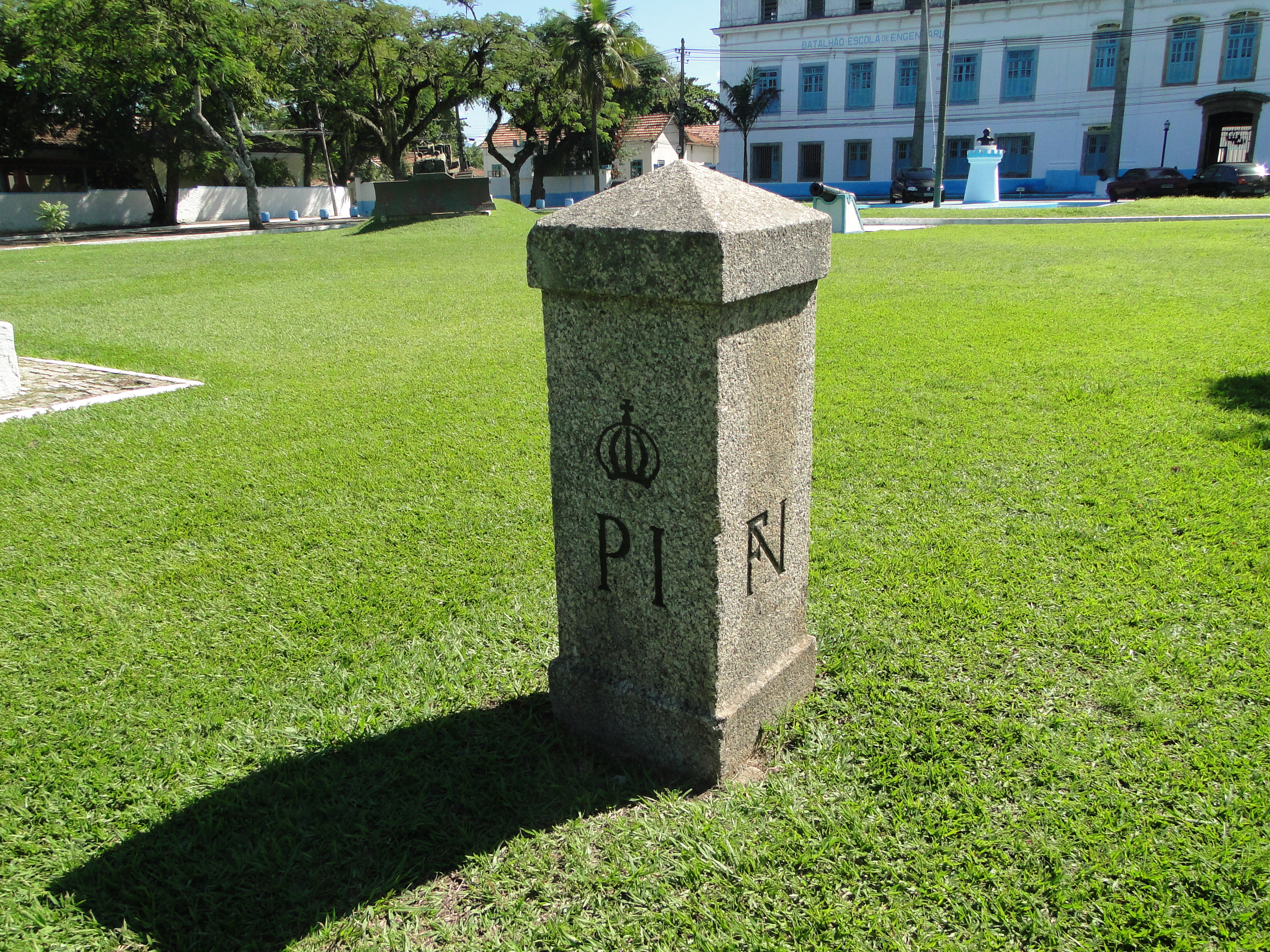
Marco Imperial da Praça Ruão.

Após o regresso de Dom João VI a Portugal, o Príncipe-Regente D. Pedro I continuou constantemente a estar presente em Santa Cruz, passando sua lua-de-mel com a Imperatriz Leopoldina (1818) nesta fazenda.
No contexto da Independência do Brasil, antes de iniciar a histórica viagem da Independência, o Príncipe Regente deteve-se em Santa Cruz, onde aconteceu uma reunião no dia 15 de agosto de 1822, com a presença de José Bonifácio, para estabelecer as suas bases. Ao regressar, antes de seguir até a cidade, comemorou a Independência do Brasil na fazenda.

### O Segundo Reinado
Dom Pedro I, abdicou do trono, mas os seus filhos continuaram a manter presença constante na Fazenda Imperial de Santa Cruz. Desde cedo, Dom Pedro II e as princesas promoviam concorridos bailes e saraus no Palácio Imperial.
Deve-se destacar também que durante todo o período entre 1808 e 1889, Santa Cruz foi um dos bairros cariocas com suas paisagens mais retratados por viajantes estrangeiros como  o francês Jean-Baptiste Debret, o austríaco Thomas Ender, a inglesa Maria Graham e outros. A gravura  de autoria do pintor belga Benjamin Mary, o primeiro embaixador da Bélgica no Brasil, pintada em novembro de 1837 é prova documental de que o Mirante de Santa Cruz constituía um local visitando pelos imperadores. Nela é retratado D. Pedro II com apenas 14 anos de idade apreciando a vista da fazenda.

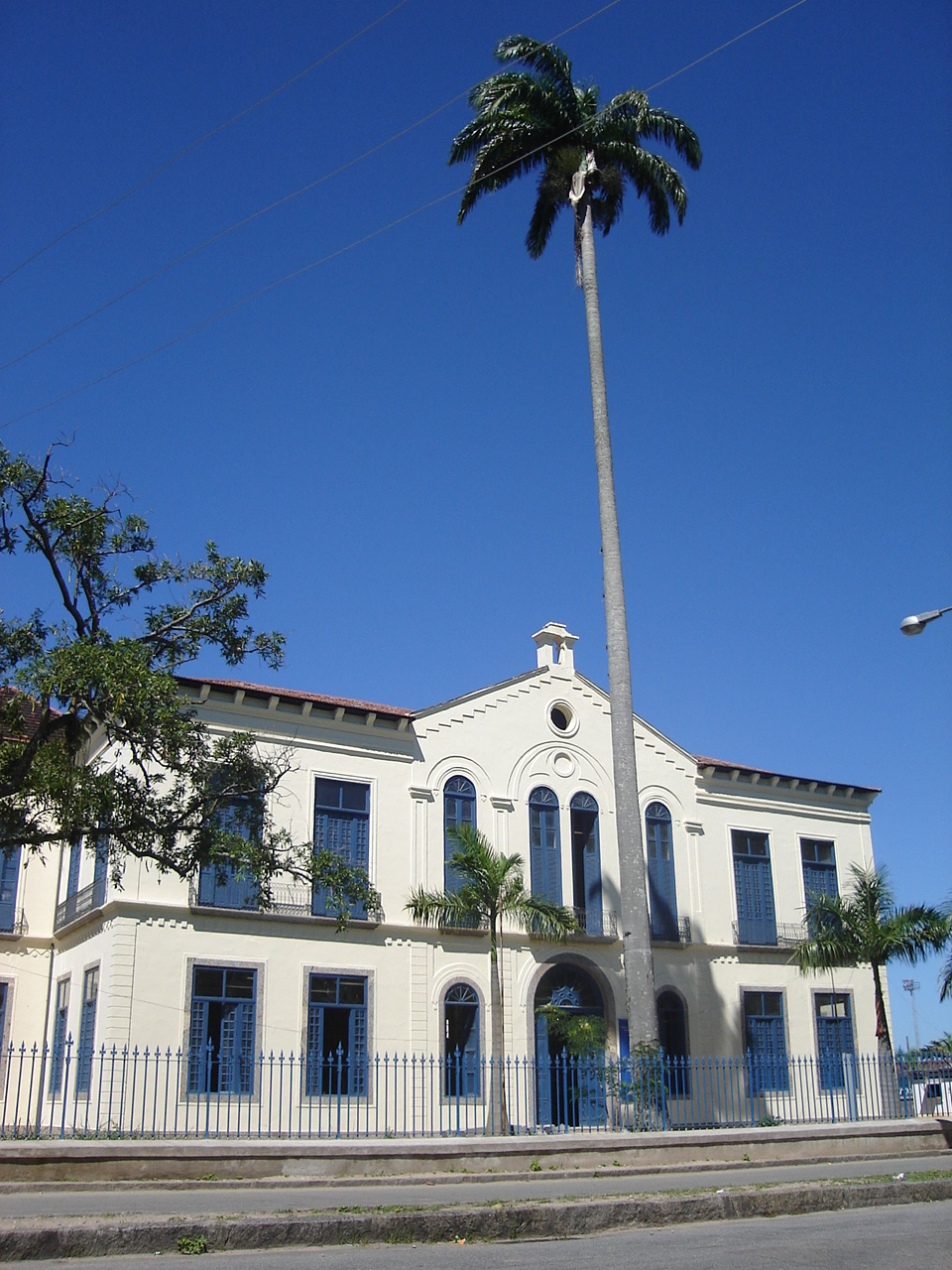
Palacete Princesa Isabel.

No ano de 1833 o curato Fazenda Nacional de Santa Cruz por decreto foi desligado do termo de Vila de Itaguaí e passou a ser do termo da cidade do Rio de Janeiro, atendendo aos anseios da população local.
Em Santa Cruz foi assinada a lei, pela Princesa Isabel que dava alforria a todos os escravos do Governo Imperial. A promulgação da lei foi assistida por ilustres convidados como o Visconde do Rio Branco e o Conde d'Eu.
Santa Cruz, por sua posição político-econômica e, sobretudo estratégica (frente para o mar e fundos para os caminhos dos sertões de Minas) foi uma das primeiras localidades do país a se beneficiar com o sistema de entrega em domicílio de cartas pelo correio. Em 22 de novembro de 1842 foi inaugurada a primeira agência dos Correios do Brasil a adotar este serviço. Também foi o local escolhido pelo imperador para a instalação da primeira linha telefônica da América do Sul, entre o Paço de São Cristóvão e o de Santa Cruz.
Em 1878 foi inaugurada a estação de trem e no final de 1881, D. Pedro II inaugurou o Matadouro de Santa Cruz, tido como o mais moderno do mundo à época, que era servido por um ramal da estrada de ferro e abastecia de carne toda a cidade do Rio de Janeiro. Também, devido ao gerador que atendia ao matadouro, Santa Cruz foi o primeiro bairro do subúrbio a ter iluminação elétrica. D. Pedro II também inaugurou o primeiro telefone da Fazenda.
Pouco a pouco, Santa Cruz foi se transformando, com palacetes, solares, estabelecimentos comerciais, ruas e logradouros. Resistindo ao tempo e à ação criminosa dos homens, muitos desses locais ainda se mantêm de pé, atestando a importância histórica deste bairro. O Palacete Princesa Isabel, o Marco Onze, a Fonte Wallace, o Hangar do Zeppelin e tantos outros, são exemplos.

### A República
Depois da Proclamação da República, Santa Cruz perdeu muito do seu prestígio. Mas, sanados alguns problemas, logo atraiu imigrantes estrangeiros, que muito contribuíram com a economia do bairro. Os árabes e os italianos foram os responsáveis pela expansão do comércio local, e os japoneses pelo desenvolvimento da agricultura.
Durante o governo Getúlio Vargas, na década de 1930, a região de Santa Cruz passou por profundas transformações, com obras de saneamento que objetivavam a valorização das terras, com a recuperação da salubridade e do dinamismo econômico, a partir da criação das Colônias Agrícolas. Em 1938 vieram as primeiras famílias japonesas, não diretamente do Japão, mas sim de Mogi das Cruzes (SP), para ocuparem os lotes do recém criado Núcleo Colonial e implementarem novas experiências na agricultura. Os lotes eram distribuídos pelas estradas Reta do Rio Grande e Reta de São Fernando, e eles, logo que chegaram, puseram de imediato mãos nas terras, já tendo produzido naquele mesmo ano após apenas três meses de trabalho, quantidade significativa de alimentos. A produção era tão grande que abastecia toda a cidade do Rio de Janeiro, conferindo a Santa Cruz o título de "celeiro" do Distrito Federal.

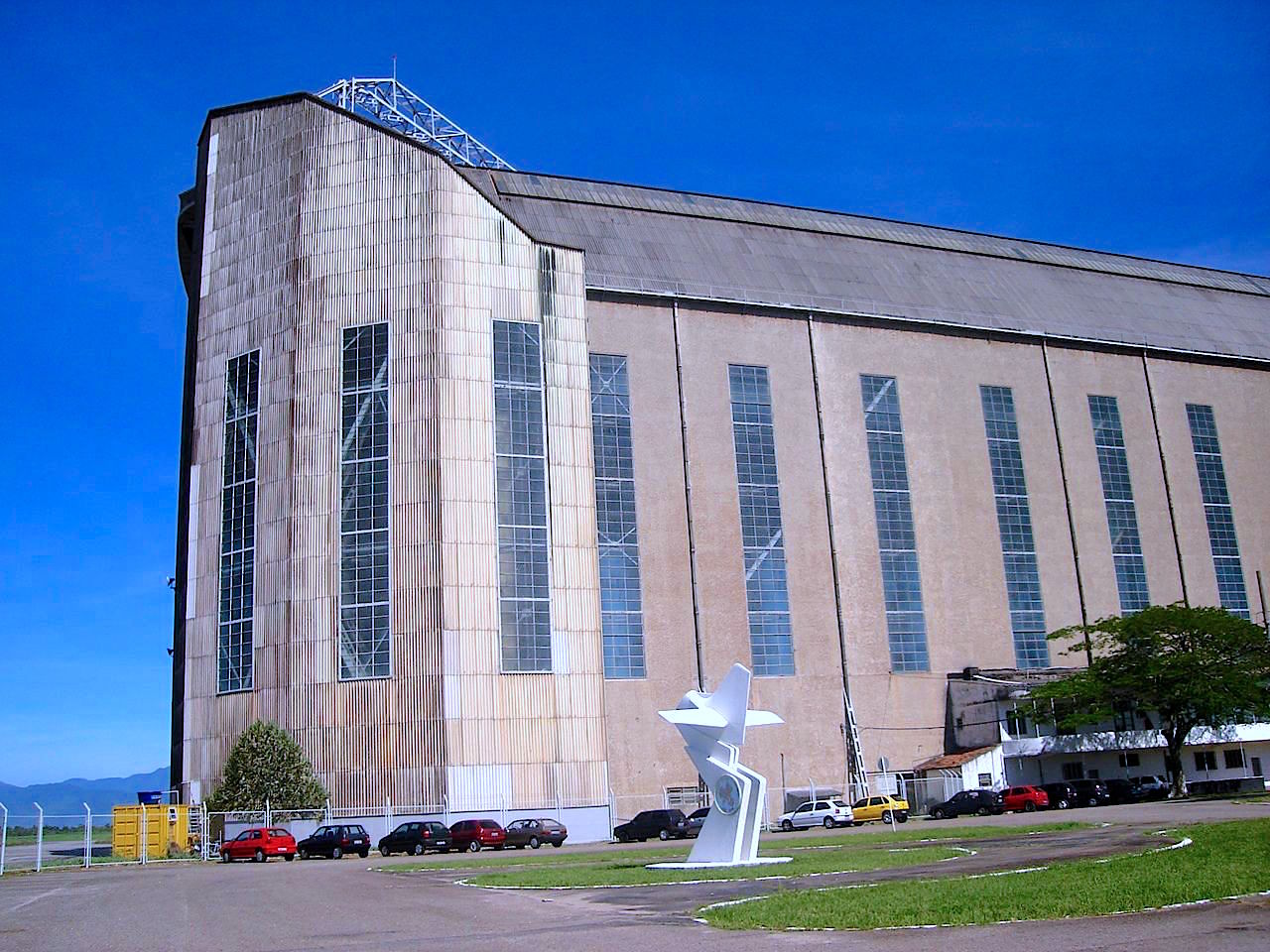
Hangar do Zeppelin na Base Aérea de Santa Cruz (BASC): um dos últimos hangares para zeppelins existentes no mundo.

À época foi construído ainda, na região, um hangar para os dirigíveis Zeppelin, o Hangar do Zeppelin. A construção encontra-se tombada pelo Instituto do Patrimônio Histórico e Artístico Nacional (IPHAN), desde 1998, recebendo a inscrição de tombamento no 550.
Com o intenso desenvolvimento do Rio de Janeiro, ocorrendo em todas as direções, foi inaugurada, em 1975, a Zona Industrial, fomentando fortemente a urbanização do bairro. Nela estão localizados os três importantes distritos industriais de Santa Cruz, Paciência e Palmares, onde se encontram em pleno funcionamento a Casa da Moeda do Brasil, Cosigua (Grupo Gerdau), Ternium, Primetals, Valesul, White Martins, Glasurit e a Usina de Santa Cruz, uma das maiores termelétricas a óleo combustível da América Latina, com capacidade instalada de 950 MW.
No começo da década de 1980, foram construídos diversos conjuntos habitacionais pela Companhia Estadual de Habitação (CEHAB) que aumentaram consideravelmente a população do bairro, dando-lhe características de bairro dormitório.
O bairro foi oficialmente fundado em 23 de julho de 1981 com a seguinte delimitação territorial:
| “ | Do entroncamento da Estrada dos Palmares com a Rua Agaí; por esta (incluída) até a Avenida Brasil; por esta (incluído apenas o lado par) até a Estrada do Aterro do Leme; por esta (incluída) até a Estrada da Boa Esperança; por esta (incluída) até o Caminho de Goulart (N.R.); por este (excluído) até a Rua Engenheiro Moacir Barbosa; por esta (excluída) até o Ramal Principal da RFFSA; pelo leito deste, até a Rua Pistóia; por esta (excluída) até o Rio Cação Vermelho; pelo leito deste, até a Rua Ecoporanga por esta (excluída) e pela Rua Iconha (excluída) até o entroncamento da Estrada de Santa Eugênia; daí, subindo a vertente do Morro de Santa Eugênia, até seu ponto culminante (cota 274m) na Serra de Inhoaíba; deste ponto, pela cumeada em direção leste, até o ponto de cota 249m; deste ponto, em direção sul, passando pelos pontos de cota 153m, 157m, 194m e 178m, até o ponto de cota 203m, na Serra do Cantagalo; deste ponto, pela cumeada em direção sudoeste, até o ponto de cota 157m; deste ponto descendo o espigão em direção ao entroncamento da Rua General Alexandre Barreto (incluída) com a Estrada da Pedra; por esta (excluída) até o Rio do Ponto ou Piaí; pelo leito deste, até encontrar o final da Avenida Canal do PAL 19.375 (excluído); pelo prolongamento de seu alinhamento, até a Travessa da Estiva (N.R.); por esta e pela Estrada da Estiva (N.R.) (excluídas) até a Estrada de Sepetiba; por esta (excluída) até a Estrada São Domingos Sávio por esta (incluída) até a Rua General Pedro de Almeida; daí pelo prolongamento de seu alinhamento, até a Vala da Goiaba; pelo leito desta, até o Canal do Pau da Flexa; pelo leito deste até a Baía de Sepetiba; por sua orla, até a Foz do Rio Itaguaí ou Rio da Guarda; daí, pelo leito deste e do Rio Guandu Mirim (ou Tinguí) na Divisa do Município, até encontrar o prolongamento da Estrada do Gambá (N.R.); por esta (incluída) até a Estrada de Mangaratiba (N.R.); por esta (incluída) até a Estrada da Lama Preta; por esta (incluída) até a Estrada dos Palmares; por esta (incluída) ao ponto de partida. | ” |
|   | — Decreto municipal nº 3.158/81, pág. 53. |   |

### Atualidade
Santa Cruz é um bairro em franco crescimento. Possui um comércio bem desenvolvido, várias agências bancárias e inúmeras e diversificadas lojas. Possui um sistema educacional que atende satisfatoriamente à demanda e o Hospital Municipal Dom Pedro II  modernizado pela prefeitura e especializado no tratamento de queimados. Além de duas grandes unidades militares da Forças Armadas: o Batalhão Escola de Engenharia e a Base Aérea de Santa Cruz, importante centro de defesa da Aeronáutica e maior complexo de combate da Força Aérea Brasileira; a Cidade das Crianças Leonel Brizola, que funciona como Parque Temático da Prefeitura Municipal do Rio de Janeiro (possuindo inclusive um planetário), destinado, em especial, às crianças e adolescentes, e importantes monumentos históricos e culturais.
Em 2022 devido sua importância histórica e cultural o bairro de Santa Cruz recebeu o título de Bairro Imperial de Santa Cruz, se tornando assim o segundo bairro do município do Rio de Janeiro a ter esse título, sendo o primeiro o Bairro de São Cristóvão na Zona Norte.
Foram instalados, especialmente nas proximidades da Avenida João XXIII, vários empreendimentos industriais de peso, especialmente a Companhia Siderúrgica do Atlântico (CSA), que modificou a paisagem e dinamizou a economia do bairro.
Também se caracteriza como um bairro proletário, em que coexistem diversos problemas como dificuldades de transporte, falta de saneamento adequado em certos pontos, ação de milícias em comunidades carentes  e problemas ambientais sérios.
Com o aumento da população, a violência no bairro tem preocupado as autoridades. A ação da polícia é no combate ao tráfico de entorpecentes nas favelas do entorno do bairro, bem como na ação de milicianos. Estes são responsáveis pelo controle do transporte alternativo, e exploração de serviços ilegais de eletricidade, gás e televisão a cabo.

## Cultura

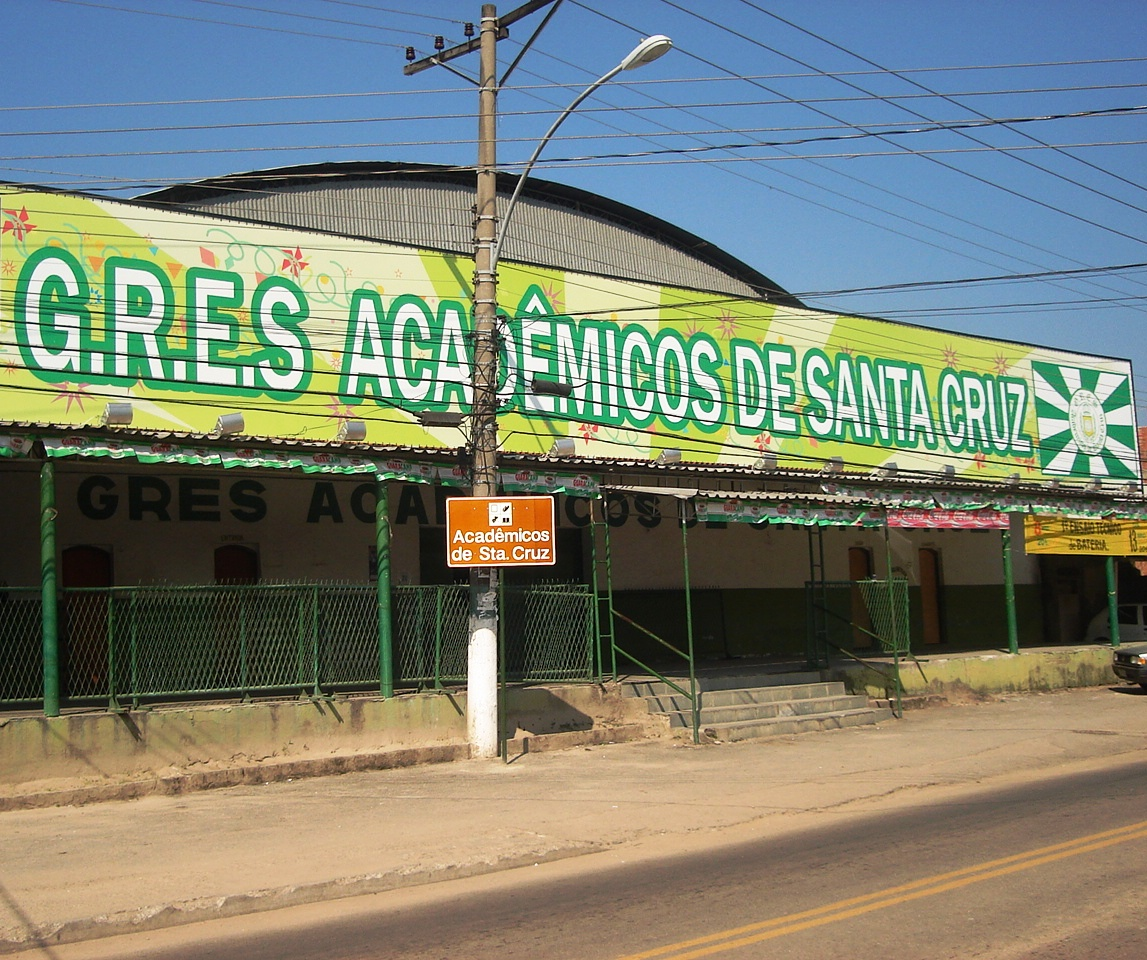
Quadra da escola de samba Acadêmicos de Santa Cruz.

Entre as manifestações culturais mais populares do bairro está a festa de São Jorge, realizada no Largo do Bodegão. A festa é uma tradição iniciada em 1963 e a quantidade de devotos só tem aumentado
O carnaval em Santa Cruz é festejado com os tradicionais blocos carnavalescos, bailes a fantasia, além do concurso de coretos promovido pela prefeitura. Ainda é possível ver nas ruas a figura folclórica do clóvis, tão característico da região.
Nos anos 1930, o ator André Villon, junto com seu irmão Ivan Villon, e demais amigos, fundaram o "Grêmio Procópio Ferreira", associação cultural que, desde a sua a fundação, até a sua extinção em finais do século XX, desenvolveria importante papel na vida cultural do bairro, sobretudo, na área do teatro.

## Demografia
De acordo com o Censo Demográfico 2022 do IBGE, em 2022 a população de Santa Cruz era de 249 130 habitantes. O Censo de 2022 também contabilizou um total de 112 773 domicílios particulares.

### Índices de Desenvolvimento Humano Municipal
Fruto de uma iniciativa do Programa das Nações Unidas para Desenvolvimento (PNUD), o Atlas do Desenvolvimento Humano setorizou regiões geograficamente muito amplas, de modo que os Índices de Desenvolvimento Humano Municipal (IDHM) informados sejam mais precisos. Por esta razão, diferentemente do Censo IBGE de 2010, que calculou um IDHM para todo o bairro de Santa Cruz, no Atlas do Desenvolvimento Humano o bairro encontra-se subdividido em mais de 30 setores denominados Unidades de Desenvolvimento Humano (UDH). Cada uma das UDH do bairro possui seu próprio IDHM.
A lista a seguir apresenta informações a respeito das UDH de Santa Cruz que possuem as maiores áreas territoriais em cada faixa de IDHM:

## Economia
Santa Cruz possui uma economia bastante diversificada, com áreas rurais, uma zona industrial importante para a cidade e um comércio que tem experimentado crescimento significativo nos últimos anos.

### Agricultura
Durante o governo Getúlio Vargas, na década de 1930, a região de Santa Cruz passou por grandes obras de saneamento e houve a criação das Colônias Agrícolas.
Em 1938 chegaram as primeiras famílias japonesas de Mogi das Cruzes (SP) para ocuparem os lotes do recém criado Núcleo Colonial e implementarem novas experiências na agricultura.
Ainda hoje existem colônias agrícolas, que produzem aipim, frutas e legumes nos campos da Base Aérea de Santa Cruz e coco nos Campos São Miguel e São Marcos às margens da Rodovia Rio-Santos. Na região de Jesuítas também há diversas plantações e pequenos rebanhos bovinos. O aipim de Santa Cruz é tido como o melhor do estado, conhecido pela coloração preta das terras férteis da região.

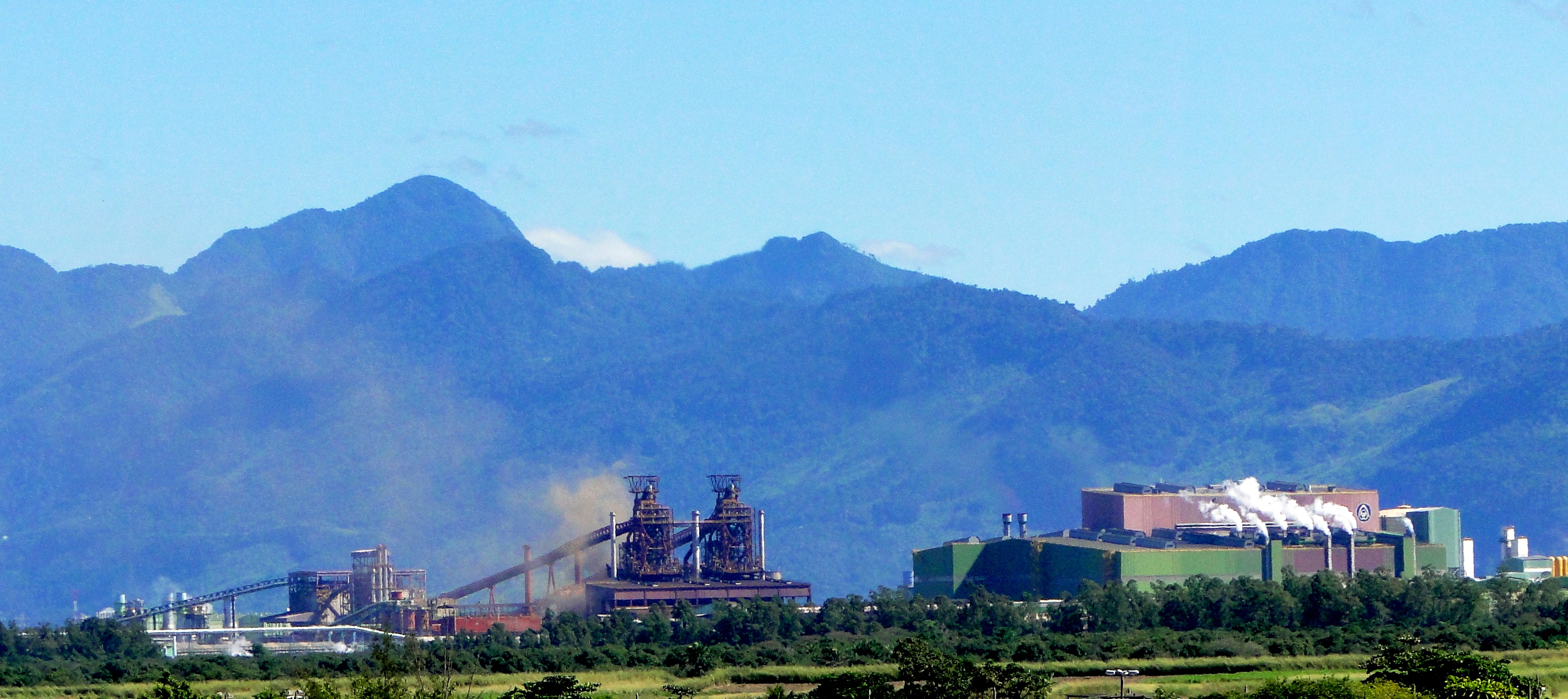
A usina siderúrgica Ternium Brasil se destaca na paisagem.

### Indústria
No ano de 1960, o Rio de Janeiro deixou de ser a capital do país, deixando de se sediar no antigo Distrito Federal que se tornou o estado da Guanabara. Vendo-se sem os recursos da administração federal, houve a necessidade de buscar alternativas para o desenvolvimento econômico do estado. Em 1975, foi inaugurada a Zona Industrial de Santa Cruz.
Nela estão instalados diversos estabelecimentos industriais, como: Rolls-Royce Energy, Casa da Moeda do Brasil, Cosigua (Grupo Gerdau), Valesul, White Martins, Glasurit, a Usina de Santa Cruz, Linde S/A, Ecolab Química Ltda, Latas de Alumínio S/A – LATASA, Fábrica Carioca de Catalisadores – FCC , Pan-Americana S/A Indústrias Químicas, entre outras. As mesmas são representadas pela AEDIN – Associação das Empresas do Distrito Industrial de Santa Cruz.
A Zona Industrial localiza-se na divisa entre o município do Rio de Janeiro e o de Itaguaí, e faz parte da retroárea do Porto de Itaguaí. A Ternium Brasil, inaugurada em 2010, é a maior usina siderúrgica da América do Sul, ocupando uma área de nove milhões de metros quadrados incluindo um porto privado, usina termoelétrica, siderúrgica de chapas planas para exportação e coqueria.
Está sendo construído em Santa Cruz um novo complexo industrial de biotecnologia em saúde da FIOCRUZ que vai aumentar para 120 milhões a capacidade de produção de vacinas da instituição.

### Comércio

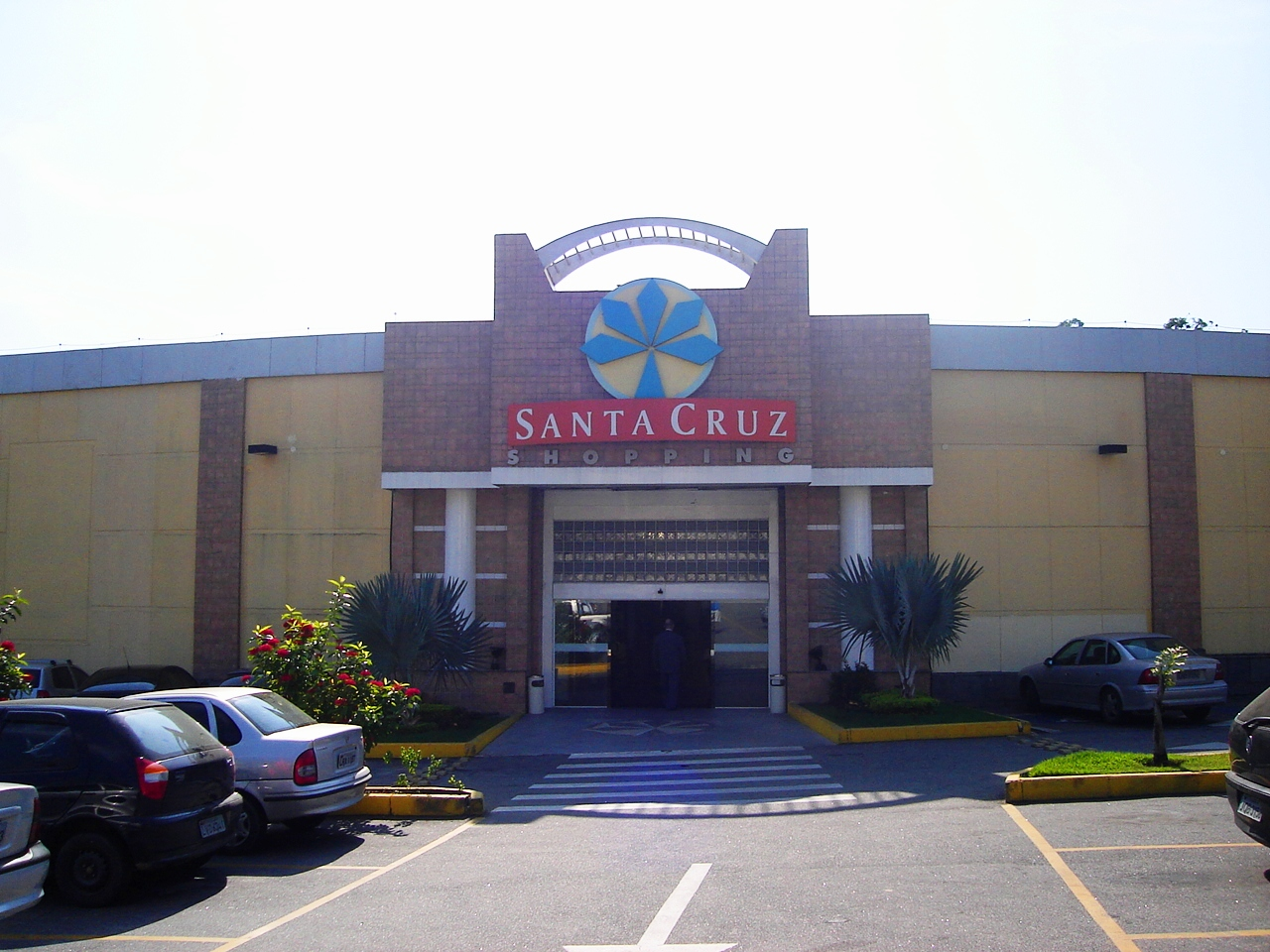
Santa Cruz Shopping.

Santa Cruz nos últimos anos tem apresentado grande crescimento do seu comércio e do setor de  serviços visando o mercado local, devido ao crescimento e aumento de renda da população.
O mesmo apresenta um centro comercial e de entretenimento, chamado Santa Cruz Shopping, com praça de alimentação, lojas de diversos gêneros e agências bancárias; supermercados de grande porte como Guanabara, Prezunic, Assaí Atacadista, Atacadão, além de pequenas redes de supermercados de bairro, restaurantes fast-food como McDonald's, Bob's, Subway, Burger King, Habib's e um grande número de lojas de vestuário, calçados, materiais de construção, papelarias e bazares, fortemente concentrados na Rua Felipe Cardoso e no seu entorno.

### Atrações turísticas, históricas e culturais
São reconhecidas por lei como de relativo interesse turístico, social, cultural da cidade do Rio de Janeiro, as eleitas sete maravilhas de Santa Cruz: o Hangar do Zeppelin localizado na Base Aérea, a sede do Batalhão Escola de Engenharia (Villagran Cabrita), as Ruínas do Matadouro, a Ponte dos Jesuítas no sub-bairro dos Jesuítas, a Matriz de Nossa Senhora da Conceição, a Cidade das Crianças e a Catedral das Assembleias de Deus. Em 17 de maio de 2022, Santa Cruz, passa a ser reconhecido por lei como "Bairro Imperial", de modo a valorizar o patrimônio histórico e arquitetônico além de incentivar a visitação do mesmo. 

### Esportes
A prática esportiva é muito comum em Santa Cruz, principalmente nos colégios da região, que são famosos pelas conquistas nas mais diversas modalidades das competições intercolegiais. Uma das grandes aquisições do bairro foi a Vila Olímpica Oscar Schmidt, um complexo desportivo que oferece diversas modalidades esportivas gratuitas especialmente para crianças e jovens carentes.
Fundado a 7 de setembro de 1941, o Esporte Clube Guanabara, das cores vermelho e branco, possui sede e estádio próprio. É notadamente reconhecido pelo título de Supercampeão do IV Centenário. Em 2007 foi fundado o Santa Cruz Futebol Clube, filiado a FFERJ, que participa de torneios estaduais e interestaduais e possui diversas categorias. Dentre os eventos esportivos que acontecem no bairro está o já tradicional passeio ciclístico que envolve mais de duzentos ciclistas percorrendo os principais pontos históricos de Santa Cruz.
Parceria entre empresas e ONGs em atividade no bairro integram centenas de crianças e adolescentes entorno de programas socioesportivos ressaltando a importância de valores como auto-estima, trabalho em equipe, qualidade de vida e cidadania.

### Lazer

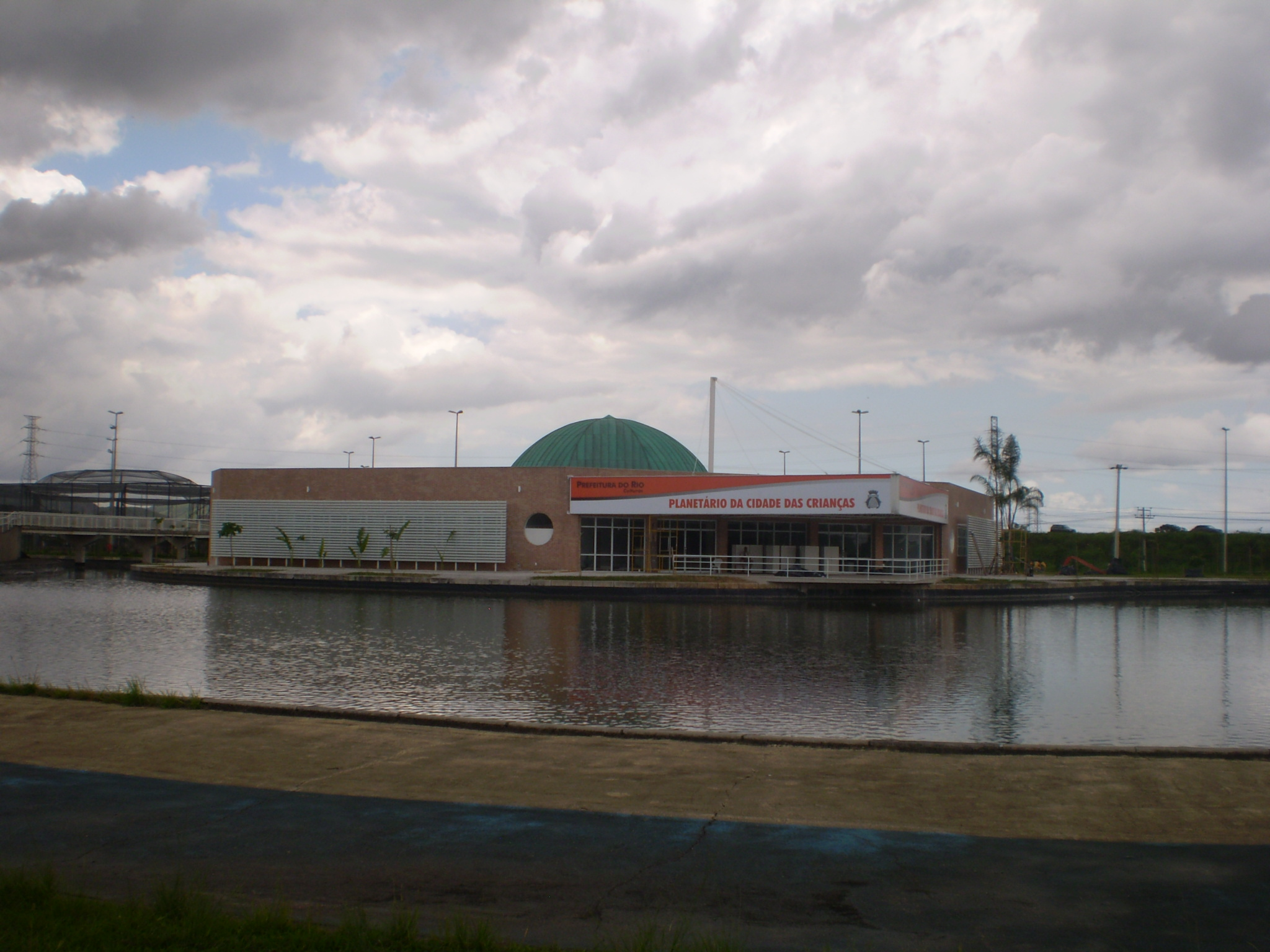
Planetário da Cidade das Crianças

Por ser um dos bairros com poucas opções de lazer da zona oeste, Santa Cruz teve especial atenção ao receber da prefeitura as instalações do parque temático Cidade das Crianças, que oferece aos visitantes quadras esportivas, parque aquático, biblioteca, planetário digital, além de atividades ao ar livre.
Estão entre as principais áreas de lazer do bairro o polo gastronômico da Reta do Sabor na Rua do Império, a quadra de ensaios do GRES Acadêmicos de Santa Cruz , o Santa Cruz Shopping, a Vila Olímpica Oscar Schmidt , a Lona Cultural Sandra de Sá  e a Cidade das Crianças Leonel Brizola.

## Geografia

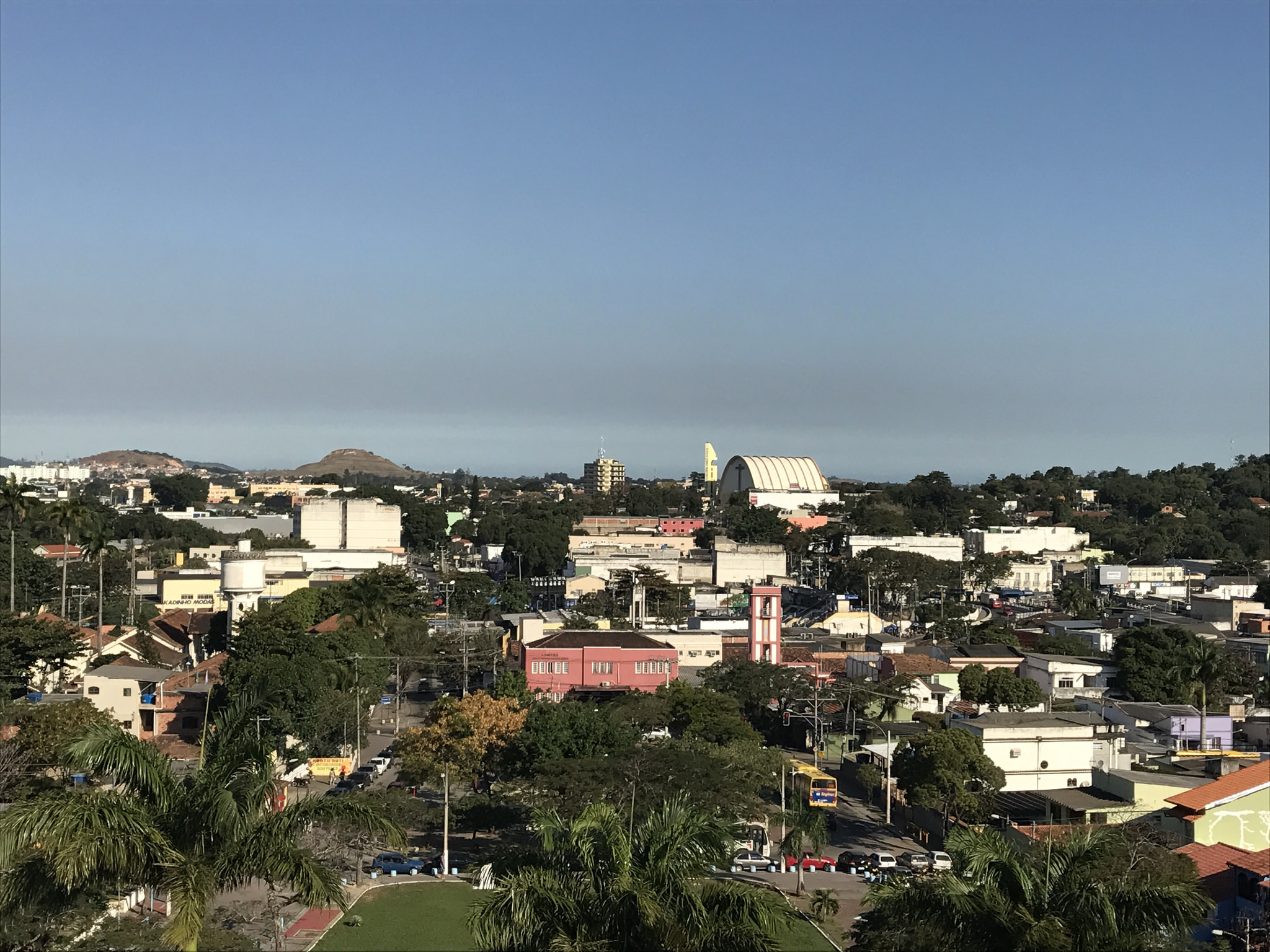
Vista do centro do bairro de Santa Cruz.

Localizado no extremo oeste da cidade, seu território estende-se por 12 504,43 ha (125 km²). Faz divisa com os municípios fluminenses de Itaguaí (a oeste), Seropédica (ao norte) e Nova Iguaçu (a nordeste), e também com os bairros cariocas de Sepetiba (ao sul), Paciência e Cosmos (a leste) e Guaratiba (ao sudeste). No sudoeste seu território é banhado pela baía de Sepetiba.

### Relevo e hidrografia
Por encontrar-se na baixada de Santa Cruz, a maior parte do seu território é plano, com altitudes próximas ao nível do mar, onde predominam áreas descampadas como o Campo do Itongo, Campo de Sapicu, Campo de São Luiz, Campo de Roma e outros. O centro se encontra em uma área um pouco acidentada, cujo ponto mais alto é o morro do Mirante com cerca de 65 metros de altitude. Ainda se destacam na paisagem o Morro da Bandeira, o Morro da Joaquina e o Morro do Leme com cerca de 94 metros de Altitude.
Seu litoral, pouco recortado, é banhado pela Baía de Sepetiba por pouco mais de 10 km, incluso a Ilha dos Urubus na foz do Canal de São Francisco.
A baixada de Santa Cruz é drenada por vários rios e canais, dentre os principais estão: o Rio da Guarda, limite ocidental da cidade do Rio de Janeiro; o Rio Cação Vermelho, Rio Guandu (Canal de São Francisco), Rio Guandu-Mirim e Canal do Itá. Todos pertencentes a bacia hidrográfica da Baía de Sepetiba. O Canal de São Francisco serve ao abastecimento do distrito industrial. Já o Canal da Irrigação e o Canal de São Fernando irrigam as culturas no Núcleo Colonial.

### Clima
O clima é classificado como tropical atlântico (Aw), segundo o modelo de Köppen. A temperatura mínima média anual é de cerca de 20 °C e máxima aproximadamente 35 °C, com índice pluviométrico de 1 040 mm/ano. Segundo dados do Instituto Nacional de Meteorologia (INMET), referentes ao período de 1961 a 1994 e a partir de 1998, a menor temperatura registrada em Santa Cruz foi de 7 °C em 1° de junho de 1979, e a maior atingiu 43,2 °C em 26 de dezembro de 2012, sendo esta a temperatura mais alta registrada na cidade do Rio de Janeiro, superando os 43,1 °C registrados no dia 14 de janeiro de 1984 na antiga estação meteorológica de Bangu, desativada em março de 2004.
O maior acumulado de precipitação em 24 horas foi de 180,6 mm em 20 de fevereiro de 1967. Outros grandes acumulados foram 165,6 mm em 6 de abril de 2010, 155,4 mm em 20 de janeiro de 1965, 136,4 mm em 24 de dezembro de 2001, 130,6 mm em 18 de dezembro de 1964, 126,2 mm em 24 de janeiro de 1985, 121,7 mm em 3 de janeiro de 2013, 118,9 mm em 18 de janeiro de 1966, 118,6 mm em 27 de fevereiro de 1971, 115,2 mm em 13 de dezembro de 2007, 115 mm em 9 de junho de 1994, 106,2 mm em 14 de janeiro de 1971, 103,8 mm em 24 de março de 1973 e 103 mm em 12 de outubro de 1971.
| Dados climatológicos para Santa Cruz                                                                                     | Dados climatológicos para Santa Cruz | Dados climatológicos para Santa Cruz | Dados climatológicos para Santa Cruz | Dados climatológicos para Santa Cruz | Dados climatológicos para Santa Cruz | Dados climatológicos para Santa Cruz | Dados climatológicos para Santa Cruz | Dados climatológicos para Santa Cruz | Dados climatológicos para Santa Cruz | Dados climatológicos para Santa Cruz | Dados climatológicos para Santa Cruz | Dados climatológicos para Santa Cruz | Dados climatológicos para Santa Cruz |
| Mês | Jan                                  | Fev                                  | Mar                                  | Abr                                  | Mai                                  | Jun                                  | Jul                                  | Ago                                  | Set                                  | Out                                  | Nov                                  | Dez                                  | Ano                                  |
| --- | ------------------------------------ | ------------------------------------ | ------------------------------------ | ------------------------------------ | ------------------------------------ | ------------------------------------ | ------------------------------------ | ------------------------------------ | ------------------------------------ | ------------------------------------ | ------------------------------------ | ------------------------------------ | ------------------------------------ |
| Temperatura máxima recorde (°C)                                                                                          | 42,5                                 | 41,5                                 | 40,1                                 | 38,5                                 | 36                                   | 35,2                                 | 36                                   | 39,1                                 | 41,2                                 | 41,2                                 | 40,5                                 | 43,2                                 | 43,2                                 |
| Temperatura máxima média (°C)                                                                                            | 32,7                                 | 33,6                                 | 32,3                                 | 30,8                                 | 28,2                                 | 27,6                                 | 26,7                                 | 27,7                                 | 27,4                                 | 28,7                                 | 30                                   | 31,2                                 | 29,7                                 |
| Temperatura mínima média (°C)                                                                                            | 22,9                                 | 23,1                                 | 22,6                                 | 21,4                                 | 19,1                                 | 18                                   | 17,3                                 | 17,8                                 | 18,5                                 | 19,7                                 | 20,9                                 | 22                                   | 20,3                                 |
| Temperatura mínima recorde (°C)                                                                                          | 16,9                                 | 17,8                                 | 16,4                                 | 13,2                                 | 12                                   | 9                                    | 9,7                                  | 11,6                                 | 11,3                                 | 13,3                                 | 14,6                                 | 16,1                                 | 9                                    |
| Precipitação (mm) | 143,8                                | 100,1                                | 110,6                                | 101,3                                | 67,7                                 | 48                                   | 52,2                                 | 36,7                                 | 71,4                                 | 76,7                                 | 92,8                                 | 138,9                                | 1 040,2                              |
| Dias com precipitação (≥ 1 mm)                                                                                           | 11                                   | 8                                    | 9                                    | 7                                    | 7                                    | 5                                    | 6                                    | 6                                    | 8                                    | 8                                    | 9                                    | 11                                   | 95                                   |
| Fonte: INMET (normal climatológica de 1981-2010; recordes de temperatura: 01/01/1963 a 16/10/1994 e 05/04/1998-presente) |                                      |                                      |                                      |                                      |                                      |                                      |                                      |                                      |                                      |                                      |                                      |                                      |                                      |

### Vegetação
Com 2 003 ha (20,0 km²) de Mata Atlântica, o bairro de Santa Cruz é o sexto entre os bairros do Rio com maior cobertura vegetal. A maior parte dessa vegetação se encontra em terrenos da Força Aérea. Segundo dados do Censo 2000 realizado pelo IBGE, 4,18 % da área natural de Santa Cruz é coberta por manguezais, especialmente em toda a orla da baía de Sepetiba, 3,66% por floresta alterada, 1,63% por vegetação de áreas alagadiças como brejos e charcos e 0,66% por florestas.

## Infraestrutura

### Educação
Conforme dados da Secretaria Municipal de Educação (SME) da capital fluminense, até janeiro de 2015 o bairro de Santa Cruz possuía 84 escolas públicas, entre creches e escolas de ensino fundamental e médio. Dentro dessa rede pública de ensino, de acordo com dados censitários do IBGE de 2010, 87,22% das crianças de Santa Cruz entre 7 e 14 anos de idade encontravam-se frequentando o ensino fundamental. Contudo, a população com mais de 14 anos de idade que ainda se encontra cursando o ensino fundamental é 115,39% maior que a população de crianças entre 7 e 14 anos, o que representa um alto percentual de retenção escolar.
Há também uma grande carência de ensino médio. As escolas da rede estadual são em número insuficiente para atender a demanda, especialmente de ensino técnico. Apesar disso, está localizado no largo do Bodegão um Campus da FAETEC que oferece vários cursos técnicos integrados e subsequentes através da ETE Santa Cruz. A transferência para Santa Cruz da instituição SESI/SENAI de ensino profissionalizante também contribui para suprir a demanda por profissionais qualificados nos novos empreendimentos industriais que têm aportado na região.
O ensino superior possui histórico bem recente e é ministrado apenas por instituições particulares, como a Universidade Estácio de Sá.
Fica em Santa Cruz a primeira escola sustentável do país. A escola estadual Erich Walter Heine é a primeira da América Latina a receber um certificado que confere status verde a construção. As instituições de ensino do bairro são famosas em revelar talentos do esporte e da música para todo o país. As bandas marciais dos colégios Apollo XII e Dom Oton Mota estão entre as melhores e se apresentam em todo o Brasil. Também é destaque na educação o CIEP 1º de Maio, localizado na comunidade Antares que, apesar da violência vem obtendo os melhores índices na alfabetização da rede municipal de ensino.

### Saúde

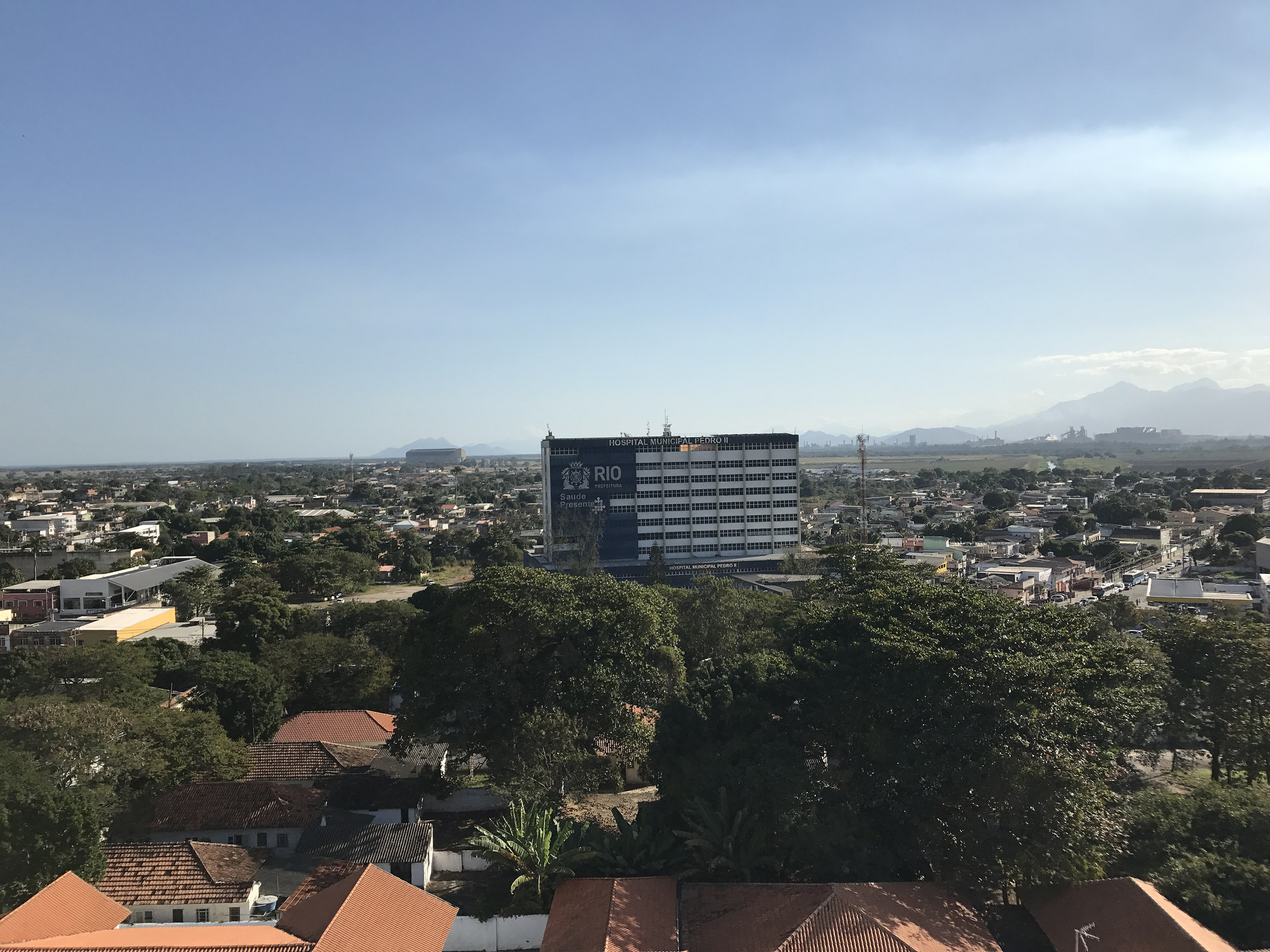
Edifício do Hospital Municipal Pedro II no centro da imagem

Santa Cruz conta com diversos hospitais e postos de saúde, com destaque ao Hospital Municipal Pedro II e a Policlínica Lincoln de Freitas, além de vários hospitais privados, como os hospitais das redes Cemeru e Memorial. Porém, a maior parte dos moradores (70%) depende do sistema público de saúde e sofre com a falta de médicos e leitos da rede de hospitais. Os postos de saúde e hospitais têm sido insuficientes para a demanda. Contudo, a implantação das Unidades de Pronto Atendimento - UPA's, e Clínicas da Família nas adjacências do bairro, ameniza a carência pelo atendimento médico às famílias de baixa renda de Santa Cruz. O bairro também conta com um Centro de Referência da Pessoa com Deficiência (CRPD) preparado para atender deficientes físicos.

### Água e saneamento
O abastecimento de água em Santa Cruz é feito pela Companhia Estadual de Águas e Esgotos do Rio de Janeiro (CEDAE). Esta possui uma unidade no morro do Mirante. Ali foi construída, no século XX uma grande caixa d'água para suprir toda a região, mas hoje se encontra desativada. A implantação e o tratamento do esgoto foi concedido a empresa Zona Oeste Mais Saneamento em 2012 e opera em outros 21 bairros da região. O contrato prevê investimento de R$ 2,6 bilhões e tem duração de 30 anos.
A falta de água encanada e rede coletora de esgoto é crítico em áreas carentes do bairro. Além da falta de abastecimento de água e de rede coletora de esgoto em certos pontos, a incidência de ligações hidráulicas clandestinas é outro problema presente no bairro.

### Transportes

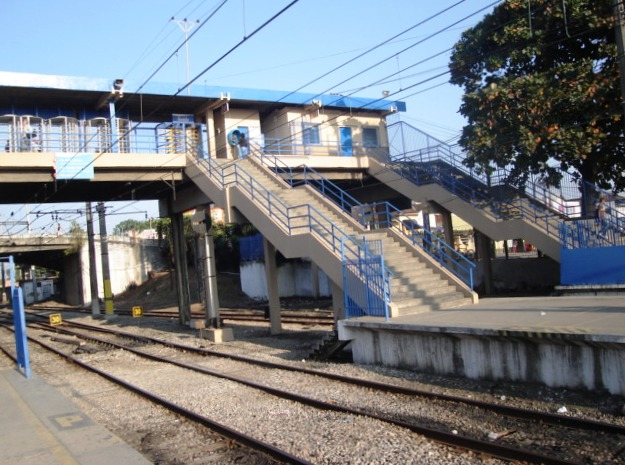
Estação Ferroviária de Santa Cruz.

Santa Cruz possui a estação final do segundo mais importante ramal de trens urbanos da Região Metropolitana do Rio de Janeiro, o Ramal de Santa Cruz. O mesmo é operado pela SuperVia. Há serviços de integração com ônibus utilizando o RioCard e o Bilhete único. Existe um projeto de integração do Ramal de Santa Cruz com a Linha Itaguaí, que está em fase de estudos para ser reativada.
Entre os anos de 1911 e 1982, a estação ferroviária do bairro era um importante ponto de baldeação de passageiros entre os trens de subúrbio (TUEs) do Ramal de Santa Cruz e os trens de média distância (litorinas ou carros movidos por locomotivas a diesel) do Ramal de Mangaratiba da Estrada de Ferro Central do Brasil (posteriormente Rede Ferroviária Federal), que seguiam dali para a cidade litorânea de Mangaratiba, situada na Costa Verde.  Em outras épocas, a estação também oferecia baldeação para outros dois pequenos ramais urbanos da EFCB, hoje desativados: o do Matadouro, que se dirigia ao Matadouro de Santa Cruz e possuía eletrificação e o da Base Aérea de Santa Cruz, este somente para seus funcionários.
Santa Cruz possui um Terminal Rodoviário Urbano na Rua Álvaro Alberto e conta com importantes acessos rodoviários para outros bairros da cidade. O principal é a Avenida Brasil, que liga Santa Cruz ao Centro do Rio de Janeiro. A Avenida Cesário de Melo (antigo Caminho Imperial) interliga o bairro a Campo Grande. A Rodovia BR-101 (Rio-Santos) se inicia no bairro e liga o Rio de Janeiro aos municípios da Costa Verde e segue rumo ao litoral paulista. A Estrada da Pedra faz ligação com o bairro de Pedra de Guaratiba. A Estrada de Sepetiba interliga Santa Cruz ao bairro de Sepetiba.
Santa Cruz é o bairro do Rio de Janeiro que possui o maior índice de usuários de bicicleta. O veículo é utilizado por 12% da população, enquanto a média em toda a cidade é de 2%.
Foi implantado em 2012, o BRT TransOeste que liga Santa Cruz a Campo Grande e a Barra da Tijuca, reduzindo em até a metade do tempo médio a viagem para ambos os locais.

### Serviços
O bairro desfruta de diversos serviços públicos, prestados pelas diversas esferas do governo e por particulares, como: hospitais e postos de saúde; o Centro de Controle de Zoonoses Paulo Dacorso Filho, que é referência no município em tratamento de zoonoses e desenvolvimento de sistemas de vigilância sanitária e epidemiológica; um destacamento do Corpo de Bombeiros; a XIX Região Administrativa, a 10ª Coordenadoria de Educação, a 25ª zona eleitoral do TRE-RJ, o Fórum Regional de Santa Cruz, a 36ª Delegacia de Polícia e o 27º Batalhão de Polícia Militar, além de agência dos Correios, agências bancárias e o Cemitério de Santa Cruz.

## Religião

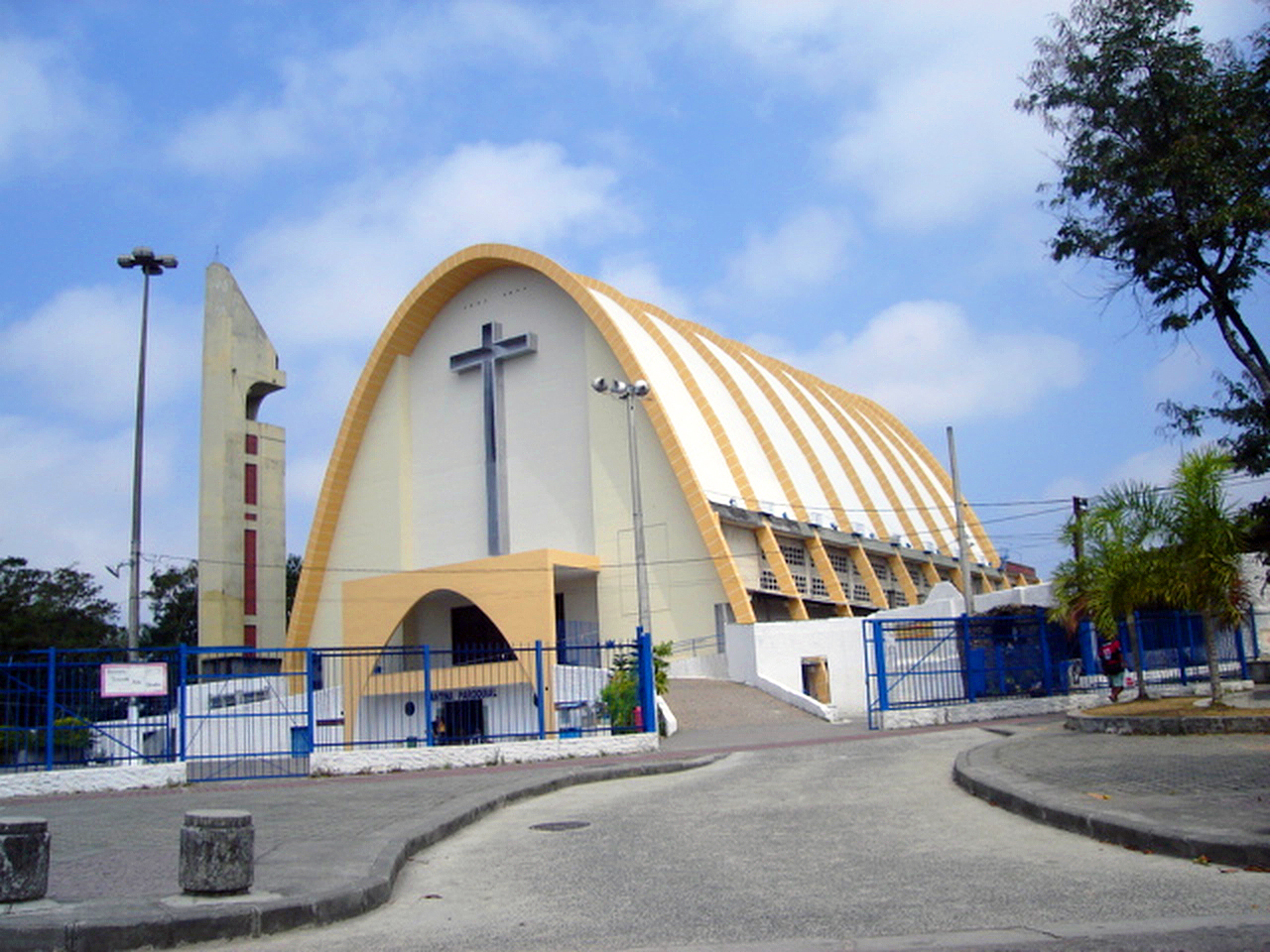
A Igreja da Paróquia Nossa Senhora da Conceição, um dos maiores templos religiosos do Rio de Janeiro.

A partir de microdados do Censo 2000, o Centro de Políticas Sociais da Fundação Getúlio Vargas aponta que o percentual de católicos no bairro encontra-se na faixa de 40 a 60%. Santa Cruz ainda está entre os três bairros mais evangélicos do Rio com 28,64% de praticantes. No ranking dos sem religião, Santa Cruz aparece na segunda posição com 19,86%.
A Igreja Católica está presente, atualmente, com oito paróquias e seus 37 templos cristãos, dentre igrejas e capelas, espalhados por todo o bairro. Tem crescido bastante o número de templos evangélicos na região, que também possui centros espíritas e igrejas de outros credos.

## Símbolos oficiais

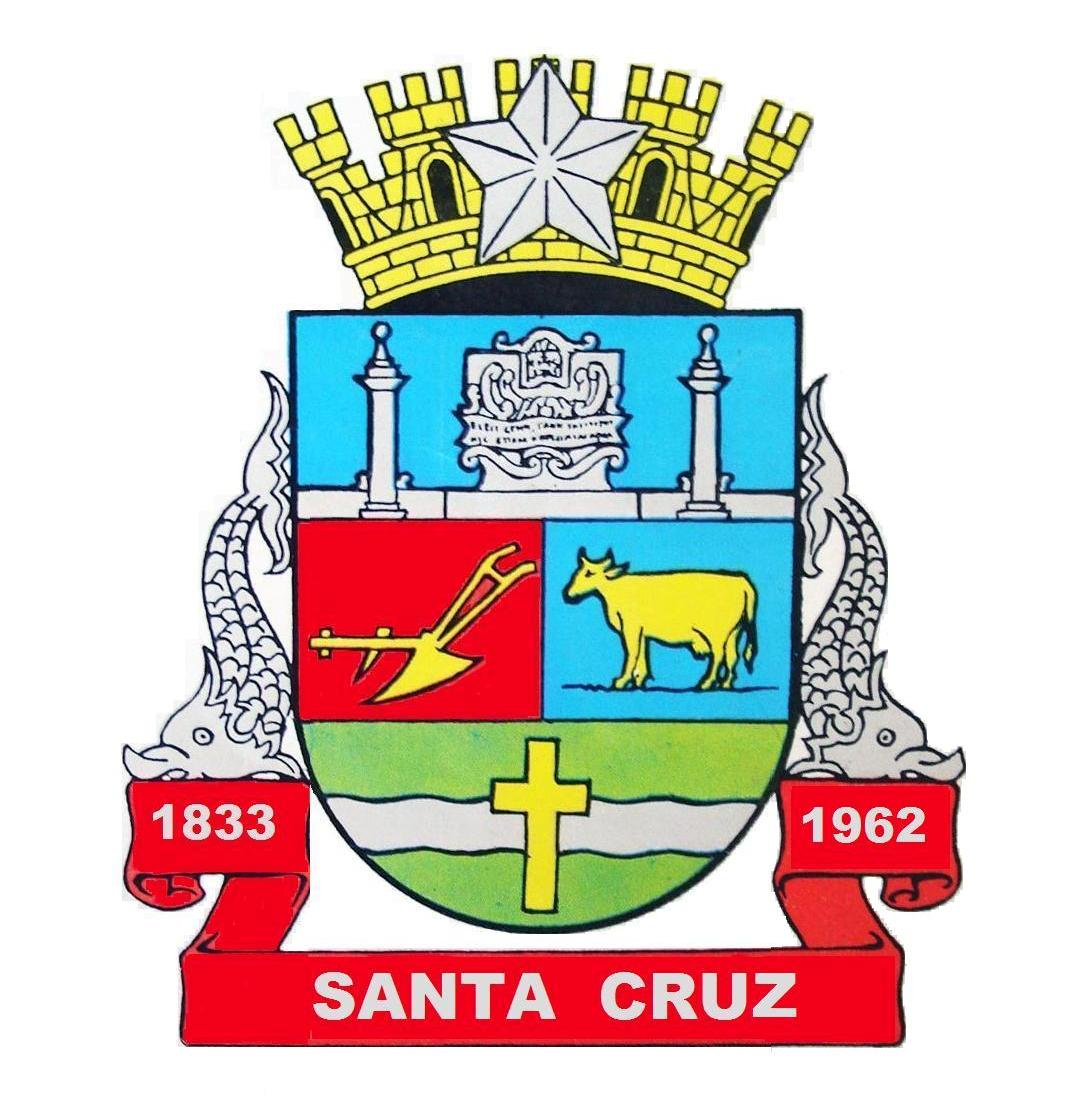
Brasão de Santa Cruz adquirido à época que pertencia ao Estado da Guanabara.

Apesar de incomum nos municípios brasileiros, algumas divisões do município do Rio de Janeiro possuem brasões, bandeiras e hinos, adquiridos à época em que seu território era compreendido no antigo estado da Guanabara. Santa Cruz possui um hino e também um brasão, lançado por ocasião das comemorações do IV Centenário de Santa Cruz (1567-1967).

### Leituras complementares
- A experiência brasileira do Ecomuseu do Quarteirão Cultural do Matadouro- Santa Cruz/Rio de Janeiro. In: Actas das X Jornadas sobre a Função Social do Museu. Ecomuseologia como forma de desenvolvimento integrado. Braga, Câmara Municipal de Póvoa de Lanhoso, Portugal: 1998
- Ecomuseu do Quarteirão Cultural do Matadouro: território de memória e instrumento da comunidade. Dissertação de Mestrado, Rio de Janeiro, UNIRIO, Mestrado em Memória Social e Documento, 2000.
- Ecomuseu do Quarteirão Cultural do Matadouro: território de memória e instrumento da comunidade. In : Atas do II Encontro Internacional de Ecomuseus "Comunidade, Patrimônio e Desenvolvimento sustentável"/ IX ICOFOM LAM "Museologia e Desenvolvimento Sustentável" - NOPH, MINOM e ICOFOM LAM, Rio de Janeiro: 2000 (CD ROM)
- O Ecomuseu de Santa Cruz: gestão comunitária do patrimônio. In: Atas do Seminário "Visões Contemporâneas de Sítios e Centros Históricos" – UFRJ/ FAU/PROARQ/LABLET, Rio de Janeiro: 2002 (CD ROM).
- O Ecomuseu de Santa Cruz: fragmentos de uma experiência urbana para o desenvolvimento responsável. Texto apresentado na Mesa Redonda "Ecomuseologia" do 8 °Fórum Estadual de Museus/VII Encontro Estadual de Museus de Ciências Naturais "Museus e Globalização"- Sistema Estadual de Museus do RS, Rio Grande: 2002